# Base de données ADN
Un fichier ADN ou base de données ADN est un fichier formé à partir d'échantillons d'ADN humain servant le plus souvent à la police scientifique à identifier un suspect par son ADN; elles peuvent aussi être utilisées pour identifier un cadavre ou afin d'aider à rechercher une personne disparue. En général, l'échantillon ADN originellement prélevé n'est pas conservé, seul le profil génétique numérisée l'étant.

## Exemples
- Le premier fichier national a été établi par le Royaume-Uni en avril 1995 [1], suivi par la Nouvelle-Zélande. Géré par le Forensic Science Service (FSS), sa base de données compte actuellement plus de 3 millions de personnes [1]. En Angleterre ainsi qu'au Pays de Galles toute personne arrêtée ou suspectée d'infraction enregistrable voit son ADN identifié dans le fichier national, et conservé de manière permanente. En Écosse, la loi est différente et la plupart des personnes sont effacées des bases de données lorsqu'elles sont acquittées.
- Le conseil de l'Union européenne recommande à tous ses États en 1998 la constitution de fichiers ADN[2].
- La France a établi le FNAEG en 1998. À l'origine destiné aux auteurs d'agression sexuelle, il a été depuis étendu pour incorporer des personnes ayant commis d'autres crimes ainsi que de simples délits.
- En Suède, seules les personnes ayant commis une infraction pénale et ayant passé plus de deux années en prison sont enregistrées.
- En Norvège et en Allemagne, une ordonnance de la Justice est nécessaire pour qu'une personne soit enregistrée dans la base de données, ce qui n'est possible respectivement que pour des personnes ayant commis des infractions graves et certaines infractions donnant lieu à récidive.
- Les États-Unis gardent les profils des contrevenants considérés violents (base nationale Codis), mais plus d'une dizaine d'États gardent en outre les profils de personnes simplement arrêtées (Proposition 69 (Californie), etc.); certaines de ces bases conservent les échantillons ADN, et non simplement les empreintes génétiques.
- Le Portugal envisage d'introduire une base de données ADN pour ficher l'intégralité de sa population[3].
- En Chine, l’ONG américaine Human Rights Watch dénonce, en 2022, les collectes d'ADN de l'ensemble de la population au Tibet. Des enfants sont concernés dans les crèches de Lhassa ou encore les enfants de plus de 5 ans dans un canton du Qinghai[4].

## Implication bioéthique
À l'origine, les bases de données ADN devaient servir à certains projets comme ceux de la cartographie du génome ou dans la génétique des populations. Mais leur extension au-delà du domaine de la biologie moléculaire soulève des problèmes bioéthiques, par exemple dans le domaine des assurances ou des mutuelles de santé.
Un autre problème réside dans la propriété des données génétiques : appartiennent-elles à ceux à qui elles sont prélevées, qui disposeraient donc d'un droit d'accès et d'utilisation sur elles, ou plutôt à ceux qui les prélèvent?

## Des erreurs
Des études, menées principalement aux États-Unis, arrivent à la conclusion que l'expertise génétique est parfois entachée d'erreurs, et, au mieux, ne permet pas d'avoir de certitude sur une culpabilité mais plutôt d'avoir une probabilité dont le calcul est délicat et variable d'un laboratoire d'analyse à l'autre (suivant le volume de leur échantillon de population, ou leurs modes de calculs). Plusieurs dizaines de personnes auraient ainsi été condamnées à tort à de lourdes peines de prison en étant accusées de meurtres, viols, etc.